# 서면메디컬스트리트
서면메디컬스트리트는 부산광역시 부산진구에 있는 서면롯데백화점과 부암역 반경 1km 이내의 도로를 중심으로 이름 붙여진 의료거리를 말한다. 부산시가 추진하는 3개 의료지구 중 하나로 전국에서 가장 밀집돼 있다.

## 배경
쥬디스 태화 쇼핑몰 인근 서면에 위치한 서면 메디컬 스트리트에는 성형외과, 피부과, 안과, 치과 등 총 160여개의 미용 및 기타 진료과목이 밀집해 있다. 또한 거리 지역에는 5성급 호텔, 대형 백화점, 대형 할인점, 면세점, 카지노, 레스토랑, 미용실, 의류 매장 등 다양한 편의 시설과 엔터테인먼트 장소가 제공된다.

## 의료관광
러시아, 중국, 일본, 미국의 의료 관광객들 사이에서 이 지역의 인기가 최근 들어 급증하고 있다. 이로 인해 시 공무원들은 이 지역에 30억 원을 투자하고 정보 센터를 설립하고 중국어, 영어, 일본어를 유창하게 구사하는 관광 가이드를 만날 수 있게 되었다.

## 같이 보기
- 서면역